# Hemā
Hemā [Hema] lik je iz maorske i havajske mitologije.
U maorskoj mitologiji, on je sin božice grmljavine Whaitiri i njezina smrtnog muža Kaitangate te muž žene zvane Urutonga (Te Rawhitaiterangi), koja mu je rodila sinove Tāwhakija i Karihija.
U havajskoj je mitologiji Hemā sin božice Mjeseca Hine i njezina smrtnog muža Aikanake. Hema je začeo sina Kahaija te je putovao daleko, ali je ubijen od stanovnika daleke zemlje (Kahiki, Tahiti).